# Грумоло Педемонте (Виченца)
Грумоло Педемонте је насеље у Италији у округу Виченца, региону Венето.
Према процени из 2011. у насељу је живело 1012 становника. Насеље се налази на надморској висини од 154 м.